# Athelia
Athelia Pers. (błonka) – rodzaj grzybów z rodziny błonkowatych (Atheliaceae). Niektóre gatunki tego rodzaju zaliczane są do grzybów naporostowych.

## Charakterystyka
Gatunki należące do rodzaju Athelia tworzą cienkie, błonkowate bazydiokarpy o barwie białej lub białawej, łatwe do oddzielenia od podłoża z powodu słabo rozwiniętego subikulum o konsystencji pajęczyny. Hymenium w stanie świeżym lekko pomarszczone (nieco meruliowate), w stanie suchym gładkie. Strzępki ze sprzążkami lub bez, strzępki podstawy często nieco szersze i bardziej pogrubione niż inne, w obu przypadkach często inkrustowane i nie tworzące ryzomorfów. Podstawki dość niskie, mniej lub bardziej maczugowate z 2–4 sterygmami. Zarodniki kukiste, elipsoidalne lub cylindryczne, gładkie, nieamyloidalne.
Ważną cechą przy identyfikacji gatunków jest budowa hymenium i rozgałęzienia strzępek subhymenium. Hymenium u Athelia składa się z oddzielnych pęczków podstawek, w których z komórek podpodstawkowych wyrastają sukcesywnie nowe podstawki. Athelia charakteryzuje się tym, że rozwija się tylko kilka (3-4) podstawowych pokoleń, wskutek czego błonka owocnika jest bardzo cienka. Podstawki Athelia są krótkie i maczugowate, czym różnią się od długich i wąskich podstawek rodzajów Leptosporomyces i Ceraceomyces. U Fibulomyces tworzy się dużo więcej pokoleń, błonka jest grubsza a strzępki subhymenium są liczniejsze i silniej z sobą splątane. Strzępki Athelia są szkliste nawet w subikulum, podczas gdy u Confertobasidium są brązowe.
Większość gatunków u Athelia identyfikuje się na podstawie liczby sterygm oraz wielkości i kształtu zarodników, pomocne jest także określanie liczby sprzążek na septach u podstawy podstawek.
Są to głównie nadrzewne grzyby saprotroficzne rozwijające się na martwym drewnie lub korze i powodujące białą zgniliznę drewna, ale opisano dwa gatunki grzybów naporostowych (Athelia arachnoidea i Athelia epiphyllea).

## Systematyka i nazewnictwo
Pozycja w klasyfikacji według Index Fungorum: Atheliaceae, Atheliales, Agaricomycetidae, Agaricomycetes, Agaricomycotina, Basidiomycota, Fungi.
Synonim Fibularhizoctonia G.C. Adams & Kropp.
Polską nazwę podał Władysław Wojewoda w 1998 r., używał też nazwy pajęczynka.
Gatunki występujące w Polsce:
- Athelia acrospora Jülich 1972 – błonka spiczastozarodnikowa
- Athelia arachnoidea (Berk.) Jülich 1972 – błonka dwuzarodnikowa
- Athelia binucleospora J. Erikss. & Ryvarden 1973 – błonka dwujądrowa
- Athelia bombacina (Link) Pers. 1822[7]
- Athelia decipiens (Höhn. & Litsch.) J. Erikss. 1958 – błonka zwodnicza
- Athelia epiphylla Pers. 1822 – błonka nalistna
- Athelia fibulata M.P. Christ. 1960 – błonka wielkosprzążkowa
- Athelia neuhoffii (Bres.) Donk 1957 – błonka okrągławozarodnikowa
- Athelia nivea Jülich 1972

Nazwy naukowe na podstawie Index Fungorum. Wykaz gatunków i nazwy polskie według Władysława Wojewody i innych.